# Yoshiaki Onishi
Yoshiaki Onishi (大西 義明, Onishi Yoshiaki, né en 1981 à Hokkaidō, Japon) est un compositeur, chef d'orchestre et clarinettiste nippo-américain, lauréat de plusieurs prix internationaux. Il réside actuellement aux États-Unis.

## Formation
En 2000, Yoshiaki Onishi entre au Conservatoire de musique de l'Université du Pacifique, à Stockton en Californie, d'où il sort diplômé en composition et clarinette en 2004. Entre 2005 et 2008, il complète des études supérieures de deuxième cycle en composition à l'Université de Yale. En février 2015, il est reçu docteur en musique à l'Université Columbia, à New-York, où il étudie auprès de Fabien Lévy, Tristan Murail et Fred Lerdahl.

## Récompenses
- Fromm Commission (2018)[3]

- Bourse Guggenheim (2018)[4]

- Bourse de la Civitella Ranieri Foundation (2012)[5]

- Prix international Gaudeamus des compositeurs (2011)[6]

## Compositeur
L’œuvre de Yoshiaki Onishi est caractérisée par ses recherches dans le domaine du timbre. Dans sa composition pour quatuor à cordes de 2009, Culs-de-sac (en passacaille), il mobilise un éventail de techniques de jeu étendues pour cordes frottées. Au sujet de cette pièce, Anthony Tommasini, responsable de la critique musicale pour le New York Times, écrit : « Qui a besoin d'instruments électroniques quand un compositeur peut tirer des sons si variés et si étrangement charmants de bons vieux instruments à cordes? ».
Le travail de Yoshiaki Onishi a fait l'objet de commandes d'interprètes et d'organismes tels que Mayumi Miyata, le Pacific Music Festival, ainsi que les festivals de Norfolk et Lucerne.  Son œuvre de 2010, Départ dans…, commande du Festival international de musique de Takefu, a remporté le Prix international Gaudeamus des compositeurs en 2011.
Ses œuvres ont été interprétées par le JACK Quartet, Quatuor Diotima, Yarn/Wire, le Nieuw Ensemble, l'Ensemble Intercontemporain, et Klangforum Wien.
Son travail est publié aux éditions Gravis depuis 2014.

### Œuvres
Catalogue non exhaustif des compositions de Yoshiaki Onishi :
- Gz III (2019-20), pour clarinette basse et basson
- Second String Quartet (2019-20)
- Antefenas-Studies (2018), pour ensemble instrumental et dispositif électroacoustique
- Vgf II (2011), pour quinze musiciens
- Gz, a Vuza Canon (2017), pour flûte à bec ténor et shakuhachi
- Envoi II (2017), pour trio à cordes
- Tramespace (2012-15), diptyque pour grand ensemble
- Palinody (2010), pour quatorze musiciens en sept groupes
- Départ dans... (2010), pour cinq musiciens
- Culs-de-sac (en passacaille) (2009, révisé en 2010/18), pour quatuor à cordes

## Chef d'orchestre
Yoshiaki Onishi occupe actuellement le poste de directeur adjoint du Mizzou New Music Ensemble, auprès de l'Université du Missouri à Columbia.  Il était auparavant directeur adjoint de l'orchestre de l'Université de Columbia, fonction qu'il a occupé jusqu'en 2013. Il collabore également avec l'ensemble de percussions new-yorkais Iktus Percussion, en tant que chef d'orchestre de la formation Iktus+. Il est également apparu en tant que chef invité auprès de plusieurs autres formations, comme le Wet Ink Ensemble en 2012.